# 戦力基盤軍総監
戦力基盤軍総監（ドイツ語：Inspekteur der Streitkräftebasis）は、ドイツ連邦軍に於いて戦力基盤軍の最高位職。
その職務は、連邦軍総監の下で、戦力区分別に統合運用される連邦軍の幕僚および人材・資器材の準備に責任を負う。戦力基盤軍の最高幹部として、連邦軍総監を補佐し連邦国防省連邦軍指揮幕僚監部を通じて、戦力支援司令部（SKUKdo）に従属する部隊および機関、全軍局（SKA）とそれに従属する教育および支援機関などを統括する。戦力基盤軍総監は連邦軍総監主催の軍事指導者会議（MFR）内の戦力基盤軍を代表する最高幹部として出席する。2003年6月1日に戦力基盤軍総監は連邦軍副総監と合併し連邦軍総監に従属する。
総監にあてられる階級は陸・空軍中将および海軍中将。

## 歴代総監
| 代 | 氏名                                                           | 着任          | 離任          | 備考                                                           |
| -- | -------------------------------------------------------------- | ------------- | ------------- | -------------------------------------------------------------- |
| 1  | ベルント・ハイゼ海軍中将 de:Bernd Heise                        | 2000年10月1日 | 2004年1月27日 |                                                                |
| 2  | ハンス＝ハインリヒ・ディーター陸軍中将 de:Hans-Heinrich Dieter | 2004年2月1日  | 2006年1月27日 | 右翼事件の懲戒調査のために一時的な引退状態におかれた時期がある |
| 3  | ヨハン＝ゲオルク・ドーラ空軍中将 de:Johann-Georg Dora          | 2006年1月27日 | 2006年4月26日 | 連邦軍副総監と兼務                                             |
| 4  | ヴォルフラム・キューン海軍中将 de:Wolfram Kühn                 | 2006年4月27日 | 2012年3月28日 |                                                                |
| 5  | マンフレート・ニールソン海軍中将 de:Manfred Nielson            | 2012年3月28日 |               |                                                                |